# Egnasia microsema
Egnasia microsema là một loài bướm đêm trong họ Noctuidae.